# José Martín Recuerda
José María Martín Recuerda (Granada, 17 de junio de 1926 - Salobreña, 8 de junio de 2007) fue un dramaturgo español.

## Biografía
Licenciado en Filosofía y Letras por la Universidad de Granada, a partir de 1947 comenzó a ejercer la docencia, primero en Granada, como profesor adjunto de Lengua y Literatura española en el Instituto Padre Suárez, y posteriormente, en el año 1965 en Madrid, en el Instituto Ramiro de Maeztu, en la Sección Filial n.º 11 de Santa Cristina del Hogar del Empleado. En los años cincuenta fundó y dirigió el Teatro Español Universitario de Granada.
En aquella época empezó a escribir teatro, y en 1954 estrenó su primera obra, La llanura. Más tarde vendrían éxitos como El teatrito de Don Ramón (obra estrenada en el Teatro Español el 29 de abril de 1959, por la que se le concedió el Premio Lope de Vega de 1958), Las salvajes en Puente San Gil (estrenada en 1963 en el Teatro Eslava de Madrid, bajo la dirección de Luis Escobar), Como las secas cañas del camino (estrenada en 1965), Las ilusiones de las hermanas viajeras (estrenada en 1973), El caraqueño (estrenada en 1968), El engañao (escrita en 1972, por la que recibió su segundo Premio Lope de Vega) y Las arrecogías del beaterio de Santa María Egipciaca (estrenada en Madrid en 1977, protagonizada por Concha Velasco y dirigida por Adolfo Marsillach).
En 1966, se exilió voluntariamente de España. Residió primero en París, donde fue profesor de la Universidad de La Sorbona, y más tarde marchó a Estados Unidos para impartir clases en la Universidad de Washington y en el Humboldt State College de California. Regresó a España en 1971.
En 1999, se creó con su nombre el galardón de literatura dramática Premio José Martín Recuerda, en donde fue miembro del jurado hasta su fallecimiento. Se ha venido entregando anualmente —excepto en 2005— hasta 2009; tras tres años de silencio, volvió a convocarse en 2012 en su undécima edición.  
Su obra, lúcida y muy crítica con la mentalidad, los vicios y las convenciones de la sociedad española, está considerada como una de las más sólidas del teatro español, heredera del teatro de Valle-Inclán y de Federico García Lorca.

## Obras escritas
- El padre Aníbal (1941)
- El enemigo (1943)
- Dauro (1944) [inédita]
- La reina soñada (1945) [inédita]
- Caminos (1945) [inédita]
- La llanura (1947)
- Los átridas (1951) [inédita]
- El payaso y los pueblos del Sur (1951) [inédita]
- Ella y los barcos (1952) [inédita]
- Las ilusiones de las hermanas viajeras (1955)
- El teatrito de don Ramón (1957)
- Como las secas cañas del camino (1960)
- Las salvajes en Puente San Gil (1961)
- El Cristo (1964) [inédita]
- ¿Quién quiere una copla del Arcipreste de Hita? (1965)
- El caraqueño (1968)
- Las arrecogías del beaterio de Santa María Egipciaca (1970)
- El engañao (1972)
- Caballos desbocaos (1978)
- Las conversiones (1980)
- Carteles rotos (1983)
- La Troski (1984)
- Amadís de Gaula (1986)
- La Troski se va a las Indias (1987)
- La deuda (1988)
- Las reinas del Paralelo (1991)
- La "Caramba" en la iglesia de San Jerónimo el Real (1993)
- El enamorado (1994) [inédita]
- Los últimos días del escultor de su alma (1995) [inédita]
- La garduña (1998) [inédita]